# 特雷维奥洛
特雷维奥洛（義大利語：Treviolo），是意大利贝加莫省的一个市镇。总面积8.7平方公里，人口10173人，人口密度1169.3人/平方公里（2009年）。国家统计（ISTAT）代码为016220。